# Štefan Osuský

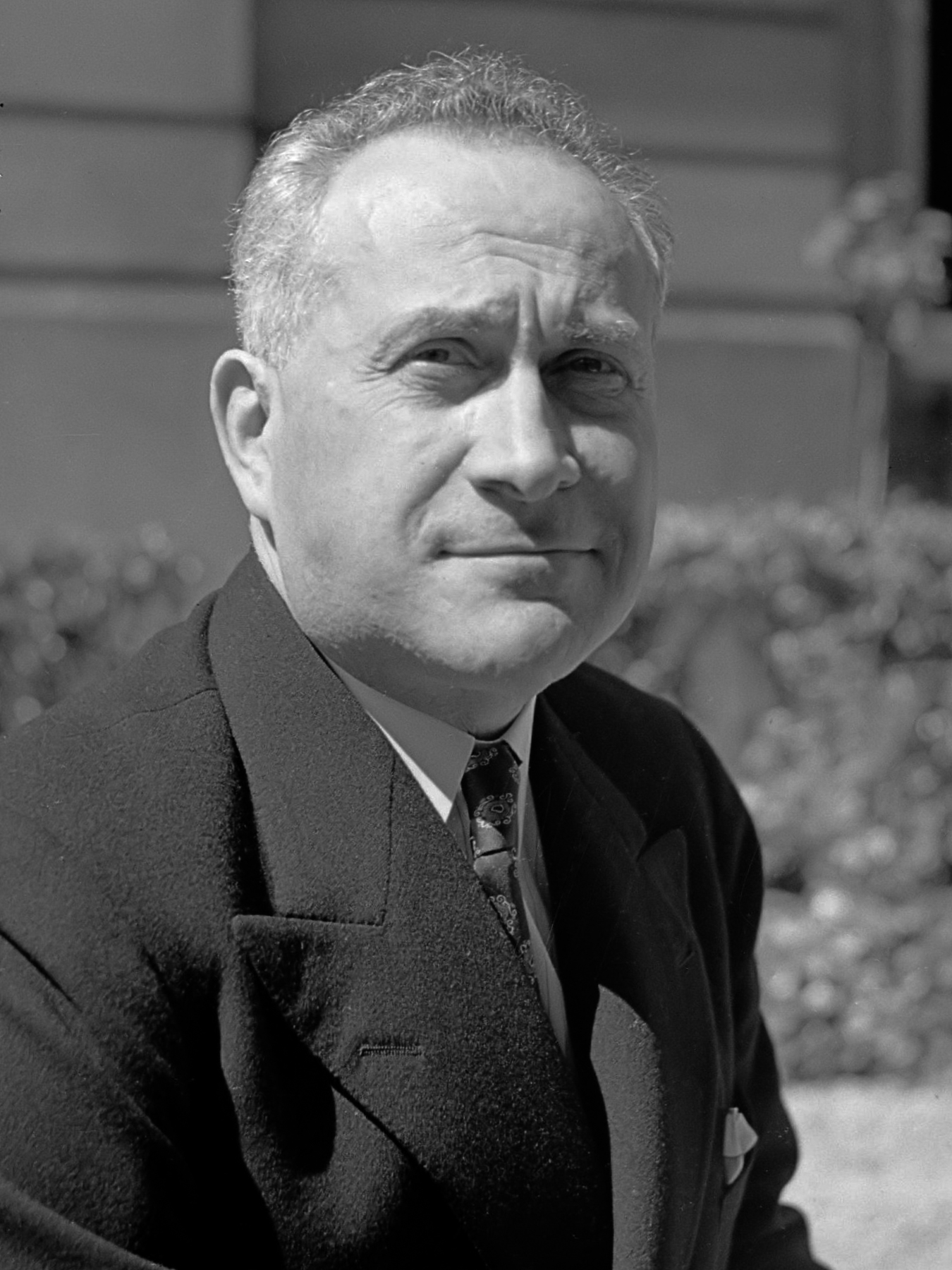
Osuský im Jahr 1939

Štefan Osuský (* 31. März 1889 in Brezová, Königreich Ungarn (heute Slowakei); † 27. September 1973 in Herndon (Virginia)) war ein slowakischer Jurist, Diplomat, Politiker und Universitätsprofessor, der wesentlich an der Gründung der Tschechoslowakischen Republik beteiligt war.

## Leben
Osuský besuchte ab 1902 das Lyceum in Pressburg. Osusky gab später an, 1905 als slowakischer Nationalist der Schule verwiesen worden zu sein. Er durfte angeblich auf direkte Order des Ministers für Religion und Bildung des Königreichs Ungarn auch keine Schule des Landes besuchen. Der Minister Albert Apponyi soll Osuský bei einer Schulinspektion gefragt haben, ob der bereit sei, ein „guter Ungar“ zu sein. Sein Schweigen hätte Apponyi als „Nein“ gewertet. Albert Apponyi hat jedoch erst am 8. April 1906 das Amt des Ministers für Religion und Bildung des Königreichs Ungarn angetreten – zu diesem Zeitpunkt befand sich Osuský bereits auf der Reise von Bremen nach New York.
1906 ging Osuský, nach seinen Angaben aufgrund des Vorfalls mit Apponyi, in die Vereinigten Staaten. In Springfield und Chicago studierte er Theologie, Naturwissenschaften und Rechtswissenschaften und promovierte 1916 als Jurist. Schon kurz nach seiner Ankunft in den USA begann er, sich in Organisationen der tschechisch-slowakischen Einwanderer zu engagieren, zuerst in der Czech National Association, später dann in der Slovak League in the US. 1915 gründete er die Zeitungen Slovenské slovo („Slowakisches Wort“) und Slovenský týždenník („Slowakische Woche“). 1916 wurde Osuský Vizepräsident der Slovak League, die ihn nach Europa schickte, um mit der tschechisch-slowakischen Widerstandsbewegung eine Kooperation auszuhandeln. Intensiv setzte er sich für die Umsetzung des Cleveland Agreements ein, das einen tschechoslowakischen Staat mit einer autonomen Slowakei vorsah.
In Paris begann er eine Zusammenarbeit mit dem tschechischen Nationalrat, dessen Ziele eine Auflösung Österreich-Ungarns und die Gründung eines neuen Staates für Tschechen und Slowaken waren. 1917/18 war Osuský Leiter der tschechisch-slowakischen Presseagentur in Genf. Im April 1918 war er in Rom gemeinsam mit Milan Rastislav Štefánik Vertreter der Slowaken beim „Kongress der unterdrückten Völker“. 1918 half er bei der Organisation und Entstehung der Tschechoslowakischen Legionen in Italien.
Nach der Gründung der Tschechoslowakei arbeitete er für den neuen Staat als Diplomat. Ab Oktober 1918 war er offizieller Vertreter des Landes in Großbritannien. Als Generalsekretär der tschechoslowakischen Delegation nahm er 1919/20 an der Pariser Friedenskonferenz teil. Am 4. Juni 1920 unterzeichnete er im Grand Trianon als außerordentlicher und bevollmächtigter Vertreter der Tschechoslowakei den  Vertrag von Trianon mit Ungarn.
Intensiv setzte er sich für den neu gegründeten Völkerbund ein. Zwischen 1921 und 1932 arbeitete er in der Kommission für Entschädigungsfragen und vertrat neben der Tschechoslowakei auch Polen, das Königreich Jugoslawien, Rumänien und Griechenland. Von 1922 bis 1936 war er Vorsitzender des Kontrollgremiums. Außerdem engagierte er sich in der Kommission für Grenzfragen, die für die nationalen Grenzstreitigkeiten in Europa zuständig war.
Ab 1921 war Osuský tschechoslowakischer Botschafter in Frankreich und bemühte sich um eine enge Partnerschaft zwischen den beiden Ländern. Nach dem Einmarsch der deutschen Wehrmacht in der Tschechoslowakei, weigerte sich Osuský, die Botschaft zu schließen und begann, den tschechoslowakischen Widerstand zu organisieren. Am 2. Oktober 1939 unterschrieb Osuský mit dem französischen Premierminister Édouard Daladier eine Übereinkunft, die eine Wiederherstellung der tschechoslowakischen Armee in Frankreich vorsah. Doch seine Aktivitäten stießen insbesondere bei Edvard Beneš auf Widerstand. Obwohl Osuský im November 1939 Mitglied des Tschechoslowakischen Nationalausschusses von Beneš und im Juli 1940 Minister der tschechoslowakischen Exilregierung in London wurde, verschlechterte sich die Beziehung zu Beneš. Meinungsverschiedenheiten bestanden überwiegend in Fragen der Außenpolitik, der Organisation des Widerstandes, der zukünftigen Struktur der tschechoslowakischen Republik und der Lösung der slowakischen Frage. Im März 1942 entließ ihn Beneš aus allen Funktionen, weil Osuský eine Anlehnung an die Sowjetunion offen ablehnte.
Osuský arbeitete daraufhin  als Dozent für die Geschichte der Diplomatie und internationale Beziehungen. Im Frühjahr 1945 wurde er zum Professor an der Colgate University berufen. Nach der kommunistischen Machtübernahme in der Tschechoslowakei im Februar 1948 engagierte er sich für den Rat für eine freie Tschechoslowakei. Außerdem forschte er im Bereich Politikwissenschaften und Journalismus. Sein Forschungsschwerpunkt lag dabei in der tschechoslowakischen Politik der internationalen Beziehungen.

## Ehrungen
Posthum erhielt Osuský 1992 von der postkommunistischen tschechoslowakischen Regierung den Tomáš-Garrigue-Masaryk-Orden 1. Klasse. 2001 wurde er außerdem mit dem Orden des Weißen Doppelkreuzes 2. Klasse geehrt. Seine Heimatstadt ehrte ihn mit einem Denkmal.